# Johann Philipp Krieger
Johann Philipp Krieger (ochrzczony 27 lutego 1649 w Norymberdze, zm. 6 lutego 1725 w Weißenfels) – niemiecki kompozytor i organista.

## Życiorys
Brat Johanna. Uczył się gry na instrumentach klawiszowych w Norymberdze u Johanna Dretzela i Gabriela Schütza. Około 1663 roku wyjechał do Kopenhagi, gdzie był uczniem Johanna Schrödera (organy) i Kaspara Förstera. Po powrocie do Niemiec około 1670 roku działał początkowo w Norymberdze, następnie w Zeitz, a w 1672 roku otrzymał posadę nadwornego organisty w Bayreuth. W 1673 roku wyjechał do Włoch, gdzie pobierał naukę w Wenecji u Johanna Rosenmüllera (kompozycja) i Giovanniego Battisty Volpego (klawesyn) oraz w Rzymie u Antonia Marii Abbatiniego (kompozycja) i Bernarda Pasquiniego (kompozycja i klawesyn). W 1675 roku wystąpił w Wiedniu przed cesarzem Leopoldem I, który uhonorował go tytułem szlacheckim.
W 1677 roku został nadwornym organistą i kapelmistrzem w Halle. W 1680 roku przeniósł się wraz z dworem do Weißenfels.

## Twórczość
Zasłynął przede wszystkim jako twórca tzw. nowej kantaty niemieckiej, do której wprowadził arie i recytatywy. Spośród przeszło 2 tysięcy znanych kantat jego autorstwa do czasów współczesnych zachowało się zaledwie niecałe 80. Skomponował też 18 oper, z których znane są wyłącznie arie. Swoje utwory dramatyczne komponował wyłącznie do tekstów w języku niemieckim. Pisał także sonaty triowe i utwory na instrumenty klawiszowe. Jego znaczenie w historii muzyki polega na przyswojeniu muzyce niemieckiej osiągnięć stylu włoskiego i francuskiego w czasach bezpośrednio poprzedzających działalność Johanna Sebastiana Bacha.